# Pepe Arias
Pepe Arias, seudónimo de José Pablo Arias (Buenos Aires, 16 de enero de 1900 - Buenos Aires, 23 de febrero de 1967), fue un actor y cómico argentino, que integró la Época de Oro del cine argentino.

## Biografía
Nacido en el barrio del Abasto, Buenos Aires, cursó dos años en la Escuela Naval Militar, pero fue expulsado por "falta de vocación". Subió por primera vez a un escenario en 1916, en el Teatro Excelsior, al ser incorporado a la compañía De Rosas-Aranaz-Luis Arata. Luego ingresó a la compañía de los hermanos César y Pepe Ratti (1921), y tiempo después a la Compañía Francisco Payá con dirección de Rafael De Rosa (1922). Formó parte de otras compañías como la de Elías Alippi-Marcelo Ruggero-José Otal (1930).
Para 1931 ya había creado su propia compañía de revistas en el Teatro Maipo.
Debutó en el cine en 1933 con ¡Tango!, en donde interpretó a Bonito. Pepe Arias participó en veinticuatro películas, entre ellas Kilómetro 111 (1938), El haragán de la familia (1940), Fantasmas en Buenos Aires (1943), Mercado de abasto (1954) y La señora del intendente (1967).
A partir de 1934 entró en el mundo de la radio como cómico, recitando sus famosos monólogos. Trabajó en las emisoras radiofónicas Stentor, Belgrano, El Mundo y Splendid, en Argentina, y en Radio Carve, en Montevideo. Prolongó su labor escénica hasta fines de 1966.
Es tío abuelo del actor y presentador Ronnie Arias (1962-).
En 1948 trabajó junto a Niní Marshall, Héctor Monteverde, Diana Montes, Sara Antúnez, Renata Fronzi, Harry Dressel, Héctor Ferraro y Carlos Fioriti, en la obra Canciones del mundo estrenada en el Teatro Casino.
Estuvo casado desde el 28 de marzo de 1930 hasta el 31 de julio de 1934 con la vedette peruana Carmen Olmedo, pero su relación se desgastó debido a los celos y mal carácter de la vedette que precipitaron la ruptura de la pareja. Luego se casó con su inseparable compañera Petrona Petra Bustos.
El periodista Carlos Inzillo editó en 1989 el libro Queridos Filipipones, una bio-filmo-radiografía afectiva de Pepe Arias (Corregidor), que incluye un retrato del actor realizado por Hermenegildo Sábat.

## Fallecimiento
A fines de 1966, mientras actuaba en la obra cómica satírica La revista del Tío Vicente de Carlos A. Petit y Francisco Reimundo, sufrió una descompensación cardíaca a consecuencia de un ataque de asma. Falleció poco después, el 23 de febrero de 1967. Sus restos descansan en el Panteón de la Asociación Argentina de Actores del Cementerio de la Chacarita. Arias contaba con 67 años de edad.

## Filmografía
- La señora del intendente (1967).
- La mujer del zapatero (1965).
- Estrellas de Buenos Aires (1956).
- Mercado de abasto (1954).
- Una noche cualquiera (1951).
- Todo un héroe (1949).
- Fúlmine (1949).
- Rodríguez supernumerario (1948).
- La mujer más honesta del mundo (1947, no estrenada comercialmente).
- El capitán Pérez (1946).
- Las seis suegras de Barba Azul (1945).
- Mi novia es un fantasma (1944).
- La guerra la gano yo (1943).
- El fabricante de estrellas (1943).
- Fantasmas en Buenos Aires (1942).
- El profesor Cero (1942).
- El hermano José (1941).
- Napoleón (1941).
- Flecha de oro (1940).
- El haragán de la familia (1940).
- El Loco Serenata (hace de José, El gran Dorbal y el Loco Serenata, 1939).
- Kilómetro 111 (1938).
- Maestro Levita (1937).
- ¡Segundos afuera! (película)  (1937).
- El pobre Pérez (1937).
- Puerto Nuevo (1934).
- ¡Tango! (personaje: Bonito, 1933).

## Teatro
- Día social porteño (1916), de Alfredo Palacios.
- La vida inútil (1916)
- Locos de verano (1916).
- El papá del año (1924)
- Zas-tras (1925)
- Aquí llegan las bellezas (1926)
- Stéfano (1928)
- El buen lechón (1930)
- El ejército de la salvación (1930)
- Pasen a ver las fieras (1930)
- El mercado de abasto (1930)
- La historia del año 31 (1931)
- Arias es un rico tipo (1931)
- Pa' el 32 esto es una jauja (1931)
- Cristóbal Colón en colectivo (1936)
- Canciones del mundo (1948)